# Thamnophilus cryptoleucus
Thamnophilus cryptoleucus е вид птица от семейство Thamnophilidae. Видът е почти застрашен от изчезване.

## Разпространение
Видът е разпространен в Бразилия, Еквадор, Колумбия и Перу.